# Palacio de Aquisgrán

Reconstitución de la apariencia posible del Palacio de Carlomagno.

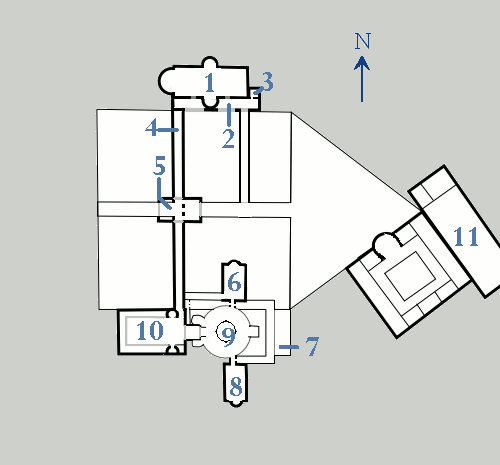
Mapa simplificado: 1 = sala de las asambleas. 2 = porche. 3 = tesoro y archivos. 4 = galería de unión. 5 = tribunal y guarnición. 6 = metatorium. 7 = curia. 8 = secretarium. 9 = capilla. 10 = atrium. 11 = termas.

El palacio de Aquisgrán era todo un conjunto de edificaciones de tipo residencial, político y religioso que fue erigido por el emperador Carlomagno como centro del poder carolingio. El palacio en cuestión se hallaba ubicado en la actual ciudad de Aquisgrán, en el oeste de Alemania, en el actual estado federado de Renania del Norte-Westfalia. Las partes esenciales del palacio carolingio fueron construidas en la última década del siglo VIII, pero los trabajos tuvieron continuidad hasta la muerte del propio emperador Carlomagno en el año 814.
El diseñador de los planos del palacio fue Eudes de Metz, inscribiendo la obra dentro del programa de renovación política del reino, anhelada y estimulada por el propio emperador Carlomagno.
La mayor parte del palacio quedó destruido a lo largo de los siglos, pero todavía subsiste la capilla palatina, que está considerada como uno de los tesoros de la arquitectura carolingia, así como un característico ejemplo de la arquitectura típica del llamado Renacimiento carolingio. La capilla, junto a la catedral de Aquisgrán, está catalogada por la Unesco como Patrimonio de la Humanidad desde 1978.

## Contexto e historia del palacio

### El palacio antes de Carlomagno

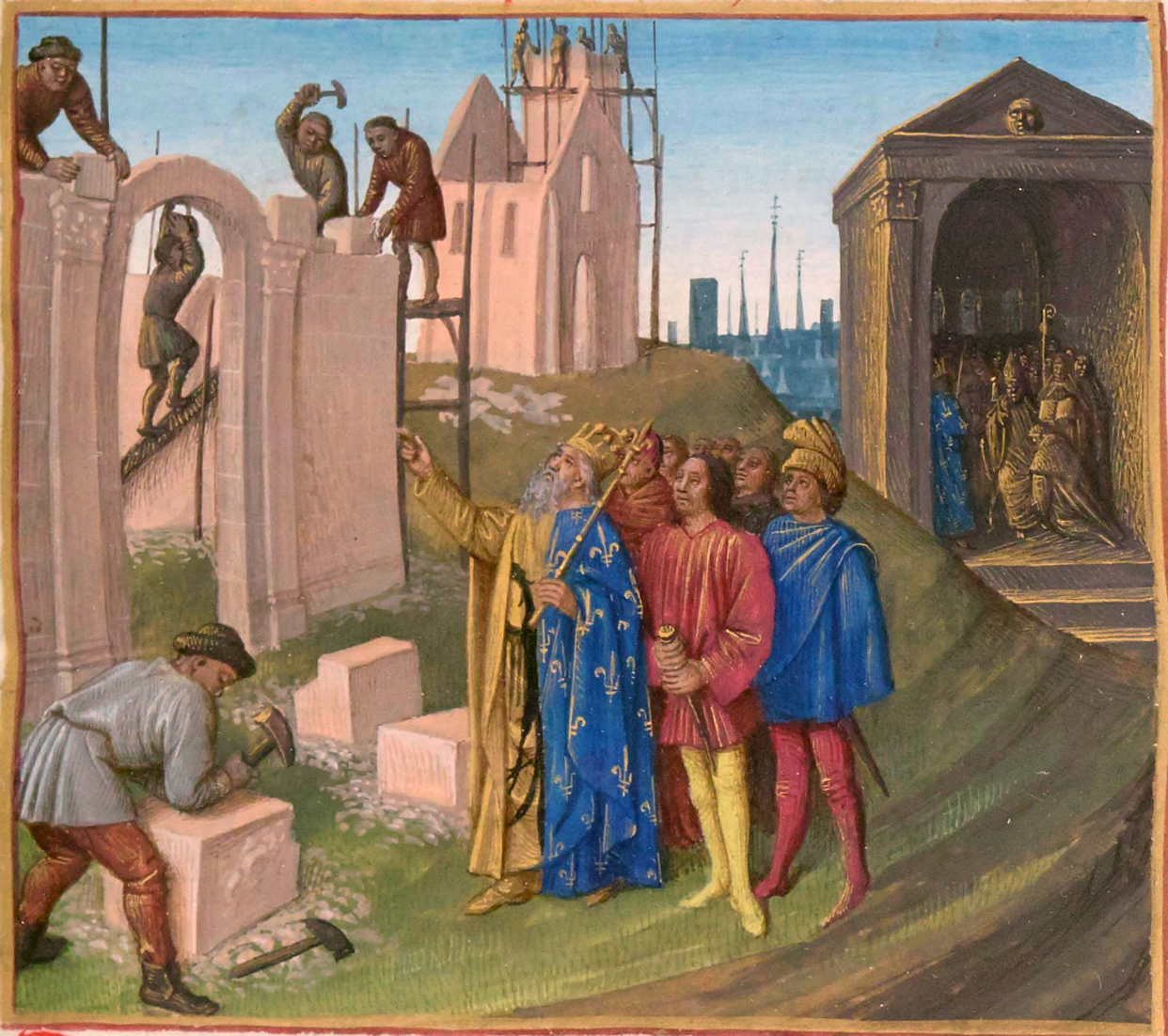
La construcción de Aquisgrán, miniatura de Jean Fouquet, en las Grandes Chroniques de France, del. Carlomagno aparece en primer plano.

Ya en la Antigüedad, los romanos eligieron el lugar de emplazamiento de la actual Aquisgrán debido a la existencia de unas fuentes termales, así como por su posición de puesto avanzado hacia la provincia de Germania Inferior. Denominada Aquae Granni, el lugar fue acondicionado con termas sobre una superficie de 20 hectáreas, que estuvieron en uso entre el siglo I y el siglo IV. La ciudad romana creció íntimamente unida a dichas termas según un diseño urbano en plan hipodámico clásico que sucedía al anterior campamento legionario. Un palacio se destinaba a residencia del gobernador de la provincia romana o incluso del propio emperador llegado el caso. En el siglo IV, tanto la ciudad como el palacio romanos resultaron destruidos como consecuencia de la Invasión de los bárbaros.
Mientras que Clodoveo I hizo de París la capital del Reino Franco, el Palacio de Aquisgrán quedó en el abandono hasta el advenimiento de la familia de los carolingios. Los mayordomos de Palacio pipínidas efectuaron algunas labores de restauración en él, pero el Palacio de Aquisgrán no era por entonces sino una residencia cualquiera entre muchas otras. La corte franca era nómada, y los soberanos se desplazaban al albur de las circunstancias y necesidades. Hacia 765, Pipino III el Breve hizo construir un palacio sobre los restos del antiguo edificio romano; ordenó igualmente que se restaurasen las termas, desembarazándolas de sus ídolos paganos. Desde su llegada al poder en 768, Carlomagno pernoctó en Aquisgrán pero también en otras ciudades de Austrasia. Hacia el 790, sin embargo, decidió instalarse en una residencia fija para gobernar su imperio de un modo más eficaz.

### La elección de Aquisgrán

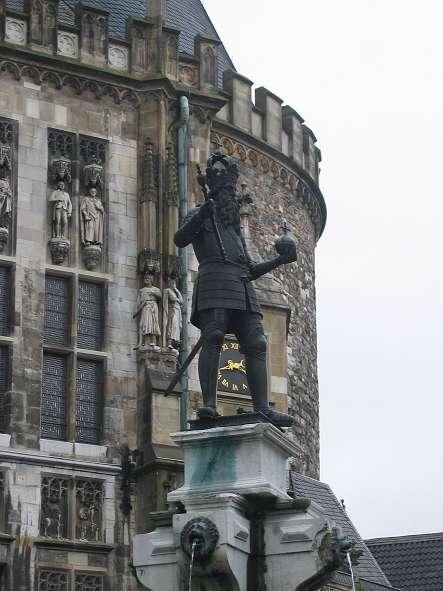
Estatua de Carlomagno ante el Ayuntamiento de Aquisgrán.

La elección de Aquisgrán como lugar de residencia fija fue una consecuencia de una mesurada reflexión por parte de Carlomagno, y se produjo en un momento clave de su reinado. Tras llegar a ser rey de los francos, Carlomagno había llevado a cabo numerosas expediciones militares que le permitieron enriquecer el tesoro pero también agrandar su reino, especialmente hacia el este. Había conquistado la Sajonia pagana entre 772 y 780, pero la región se resistía, siendo necesarias constantes guerras contra los sajones, con una duración total de treinta años. Carlomagno acabó por romper con el uso germánico de una hueste itinerante que iba de dominio en dominio y se dotó de una auténtica capital. Por razón de su edad, fue disminuyendo el ritmo de sus expediciones militares y, después de 806, prácticamente ya no abandonó nunca Aquisgrán.
La situación geográfica de Aquisgrán fue decisiva en la elección hecha por Carlomagno: el lugar se encontraba en pleno centro de los territorios bajo dominio carolingio, en Austrasia, una región que era además la cuna de su familia, al este del río Mosa, y Aquisgrán se hallaba además en un cruce de carreteras y al borde de un afluente del río Rin, el Wurm. Así, Carlomagno cedió la administración de sus dominios meridionales a su hijo Luis, nombrado rey de Aquitania. De este modo, controlado el flanco sur de su reino por su hijo, Carlomagno pudo pasar a residir en el norte.

El Imperio franco entre los siglos y.

El hecho de haberse instalado en Aquisgrán permitió también a Carlomagno controlar más de cerca los asuntos referentes a los sajones. Carlomagno vio igualmente todas las ventajas que ofrecía el lugar: rodeado de bosques abundantes en caza, contaba con realizar abundantes cacerías en las cercanías, como correspondía a un miembro de la nobleza por esas fechas. Por otro lado, a medida que su edad aumentaba, el emperador se alegraba de poder aprovechar los manantiales de agua caliente de Aquisgrán.
Los documentos de la época carolingia nos presentan a Carlomagno como a un «Nuevo emperador Constantino el Grande»: en estas condiciones necesitaba una capital y un palacio imperial dignos de ese nombre. Prefirió dejar la ciudad de Roma, la antigua capital imperial, en manos del Papa. Sin embargo, la rivalidad con el Imperio bizantino empujó a Carlomagno a construir un suntuoso palacio. El incendio que por entonces sufrió el Palacio de Worms, en el año 793, supuso también un hecho que le animó a realizar el proyecto del nuevo palacio.

### Un proyecto importante confiado a Eudes de Metz

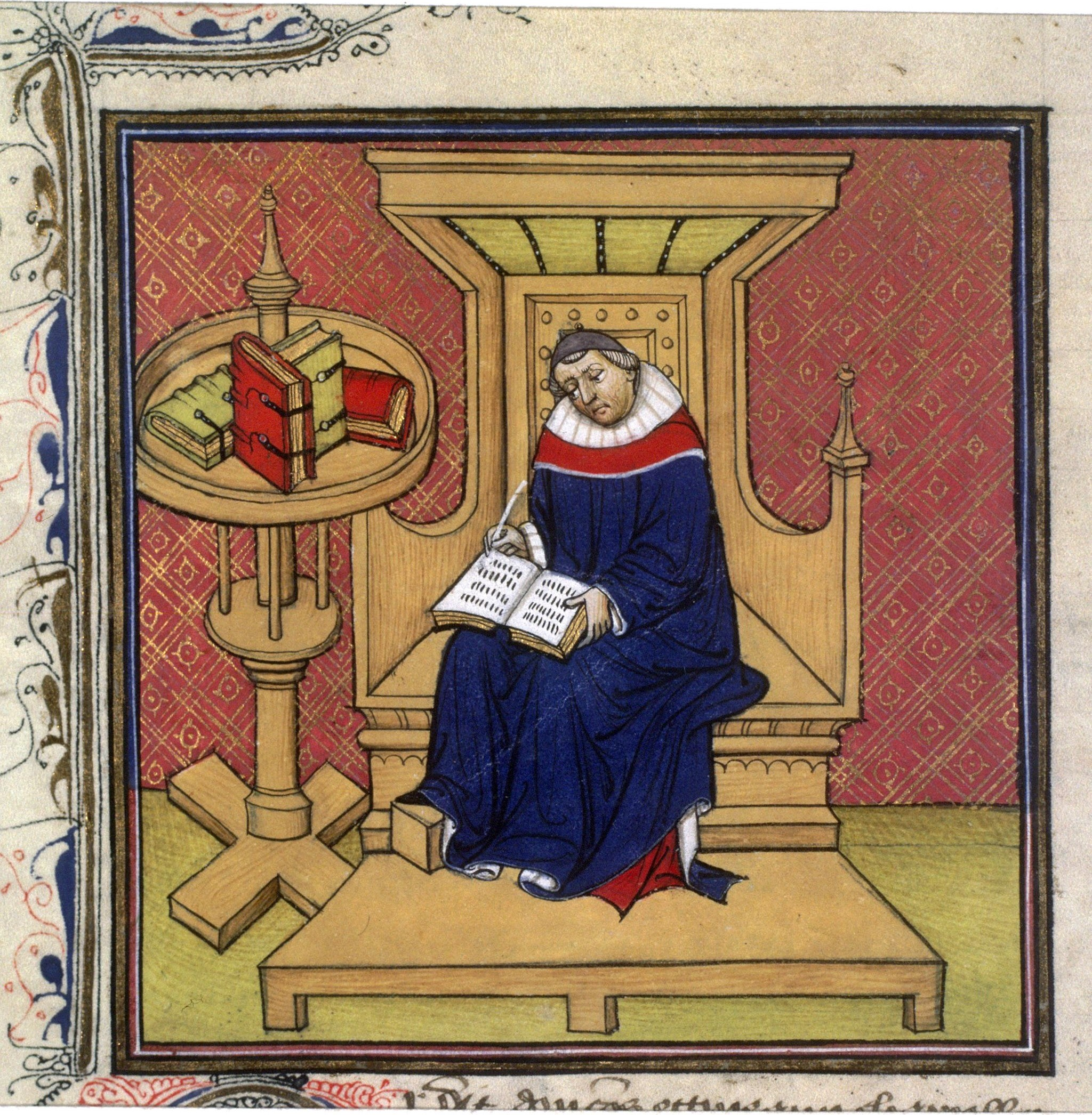
Eginardo es el biógrafo de Carlomagno; es gracias a él que conocemos el nombre del arquitecto del Palacio (miniatura del o).

Los historiadores prácticamente no disponen de datos biográficos sobre el arquitecto del Palacio de Aquisgrán, Eudes de Metz. Su nombre aparece citado en un texto de Eginardo (nacido hacia 775 y fallecido en 840), el biógrafo de Carlomagno. Se supone que se trataba de un sacerdote con conocimientos culturales, familiarizado con las artes liberales, en particular con el quadrivium. Parece indudable que había leído los tratados de arquitectura de Marco Vitruvio.
La decisión de proceder a la construcción del palacio se tomó a finales de la década comprendida entre el año 780 y el año 790, o incluso a principios de la década siguiente, en un momento en que Carlomagno todavía no poseía el título de emperador. Las obras se iniciaron en 794 y se prolongaron durante varios años. Aquisgrán se convirtió rápidamente en la residencia favorita del monarca, hasta el punto de que después del año 807 casi nunca se ausentó de la ciudad y de su palacio. A falta de documentación suficiente, es imposible conocer el número de trabajadores utilizados en la construcción, aunque las dimensiones del conjunto palatino permiten intuir que su número fue muy elevado.
El plan de trabajo adoptado era de una gran simplicidad geométrica: Eudes de Metz decidió conservar el trazado de las antiguas calles romanas, inscribiendo el palacio en un cuadrado de 360 pies carolingios para cada lado, es decir, 120 metros. El cuadrado en cuestión delimitaba una superficie total de 20 hectáreas, que quedaba dividida en cuatro por un eje norte-sur (correspondiente a una galería de mampostería) y un eje este-oeste (correspondiente a una antigua calle principal romana, el decumano). En la zona norte de dicho cuadrado se encontraba la sala de la Asamblea, al sur la capilla palatina. El arquitecto trazó un triángulo hacia el este para enlazar las termas con el complejo palatino. Los dos edificios mejor conocidos son la sala de las asambleas (hoy en día desaparecida) y la capilla palatina, que actualmente se encuentra integrada en la catedral de la ciudad. El resto de edificios siguen estando poco identificados: frecuentemente construidos en colombage (o entramado), en madera y en ladrillo, han sido destruidos con el paso del tiempo. Para terminar, todo el complejo palatino quedaba cercado por una muralla.
La instalación en Aquisgrán de la Corte imperial y las propias obras de construcción de todo el complejo del palacio estimularon sobremanera la actividad urbana de la ciudad, que fue agrandada a finales del siglo VIII y nuevamente a principios del siglo IX. Efectivamente, artesanos y mercaderes habían buscado instalarse en la proximidad de la corte, y algunos de los grandes señores del reino alquilaron por su parte residencias en la ciudad. Los miembros de la Academia palatina, así como los consejeros del emperador Carlomagno, como Eginardo o Angilberto de Centula, eran propietarios de una casa en las proximidades del palacio.

## La sala de la asamblea

Localización de la sala de la asamblea en el Palacio (en rojo).

Ubicada al norte del complejo palatino, la gran sala de la asamblea (aula regia o aula palatina en latín) estaba destinada a acoger las «quejas generales», una vez al año. Se trataba de la reunión de los Grandes del reino (y luego del imperio), es decir, altos dignatarios que ocupaban los resortes del poder: condes, fidelis y vasallos del rey, obispos y abades. La asamblea general tenía lugar habitualmente durante el mes de mayo; los participantes en la misma discutían allí de los asuntos políticos y judiciales de importancia. Los capitularios, redactados por los escribas de la chancillería de Aquisgrán resumían, por escrito, las decisiones que se habían adoptado. También tenían lugar en el mismo edificio las ceremonias oficiales, así como las recepciones a los embajadores de reinos extranjeros. Describiendo la ceremonia de coronación de Luis, el hijo de Carlomagno, Ermoldo el Negro indica que Carlomagno hablaba «desde lo alto de su trono de oro».

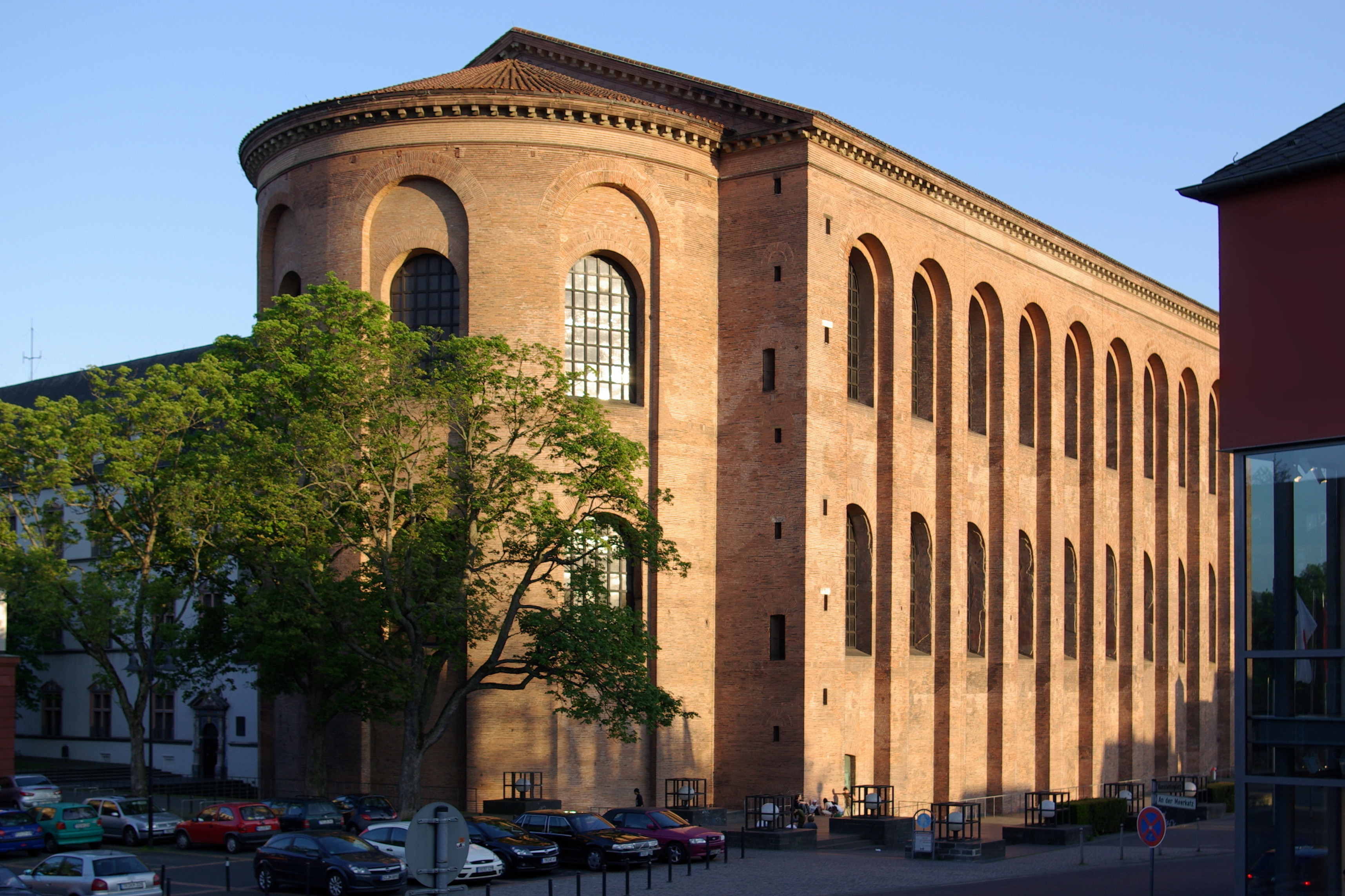
La basílica de Tréveris en Alemania posiblemente sirvió de modelo para la sala de la asamblea del Palacio de Aquisgrán.

Las dimensiones de la sala (1000 m²) estaban adaptadas para recibir a varios centenares de personas simultáneamente: aunque el edificio no se haya conservado, se sabe que medía 47,42 metros de largo por 20,76 metros de ancho, y con una altura de 21 metros. Su planta parece haberse inspirado en el aula palatina romana de Tréveris. La estructura estaba construida con ladrillos y su forma era la de una basílica provista de tres ábsides: el mayor (17,2 metros), situado al oeste, estaba destinado a acoger al rey y a su entorno más inmediato. Los otros dos ábsides eran menores, y se hallaban dispuestos al norte y al sur. La luz penetraba a través de dos filas de ventanas. El interior se hallaba posiblemente ornamentado con pinturas representando escenas de héroes de la antigüedad y también contemporáneos. Una galería en madera rodeaba todo el edificio, entre las dos filas de ventanas. Desde dicha galería era posible la vista del mercado que se celebraba al norte del palacio. Se entraba por una galería porticada acondicionada al sur de la sala. El absidiolo sur cortaba en dos dicho acceso.

## La Capilla palatina

### Descripción

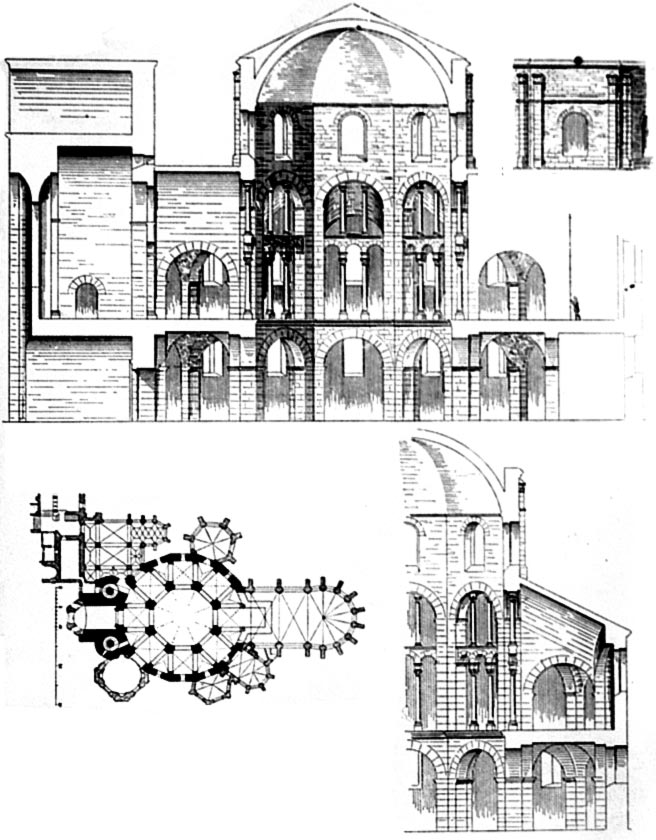
Vista en corte de la capilla palatina.

La capilla palatina se encontraba al otro lado del complejo palatino, hacia el sur. Estaba unida al aula regia por medio de una galería de mampostería. Dicha capilla representaba el otro aspecto del poder de Carlomagno, el poder religioso. El papa León III consagró el edificio en el año 805, consagrándolo a la Virgen María.
Los clérigos encargados de la capilla ocupaban varios edificios, que presentaban una planta en forma de cruz latina: al este una curia, al norte y al sur unas oficinas o áreas de trabajo y al oeste un antecuerpo (Westbau) y un atrio con exedras. Sin embargo, la pieza central era la capilla, cubierta por una cúpula octogonal, con un diámetro de 16,54 metros y una altura de 31 metros. Ocho macizos pilares soportaban el empuje de las grandes arcadas. En la planta baja, una nave colateral rodea la nave situada bajo la cúpula; allí es donde se encontraban los servidores del palacio.

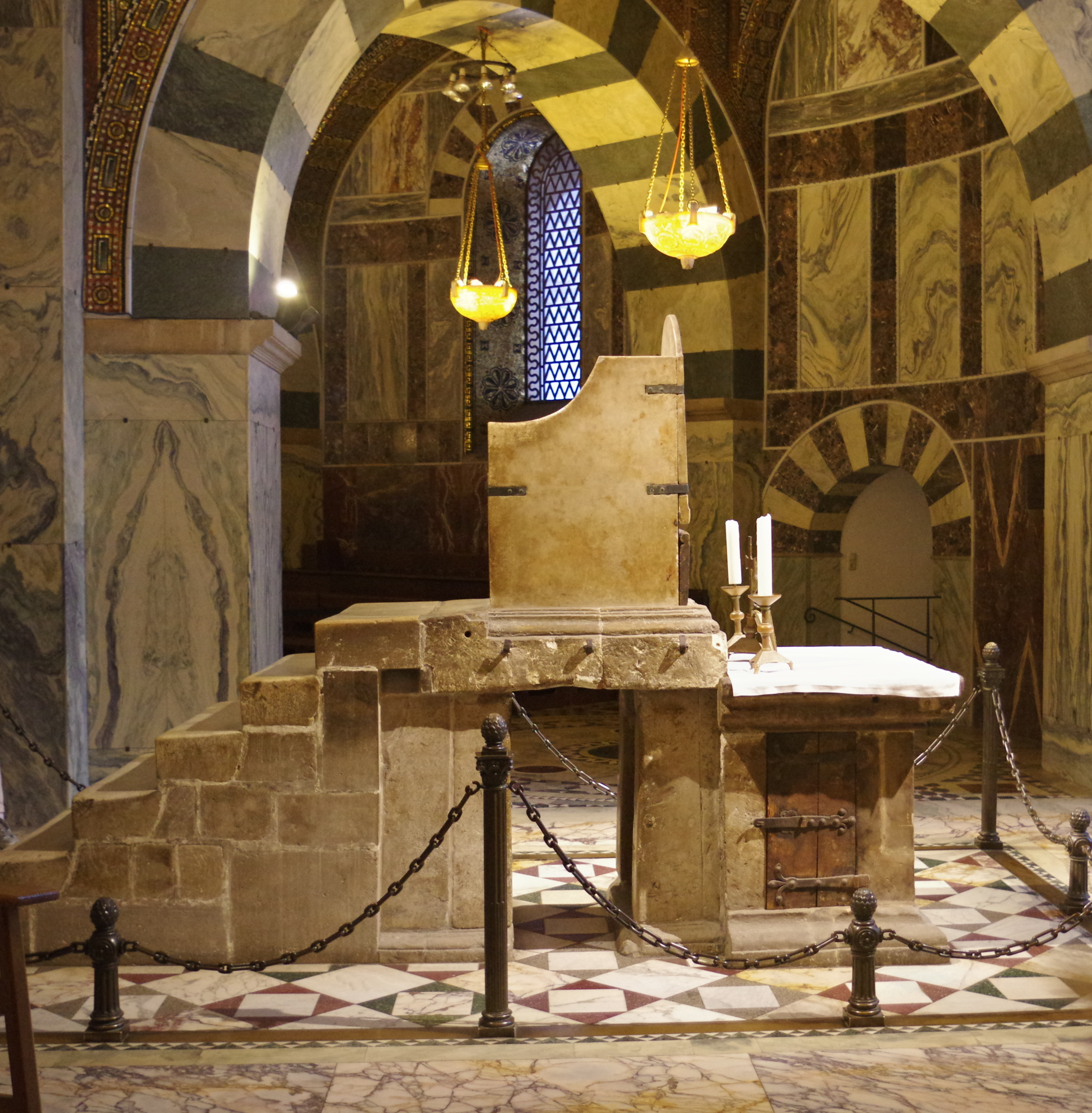
El trono de Carlomagno en la capilla palatina.

Las dos plantas superiores (tribunas) daban al espacio central a través de vanos de medio punto, estando sostenidas por columnas. El perímetro interior formaba un octógono, mientras que el lado exterior formaba un polígono de dieciséis lados. La capilla poseía dos coros, emplazados a este y a oeste de la misma. El monarca se sentaba en un trono formado por placas de mármol blanco, en la primera planta, al oeste; estaba acompañado por los más próximos de la corte. De este modo, podía gozar de vista hacia tres altares: el del Salvador, justo enfrente, el de la Virgen en la planta baja y el de san Pedro, al fondo del coro oriental.
Carlomagno había querido una suntuosa decoración para adornar su capilla: había hecho fundir en una fundición cercana a Aquisgrán puertas macizas de bronce. Los muros se hallaban revestidos de mármol, así como de piedras policromadas. Las columnas, aún visibles hoy en día, fueron arrancadas de edificios de las ciudades italianas de Rávena y de Roma para su reutilización en el edificio, con la autorización del papa Adriano I.

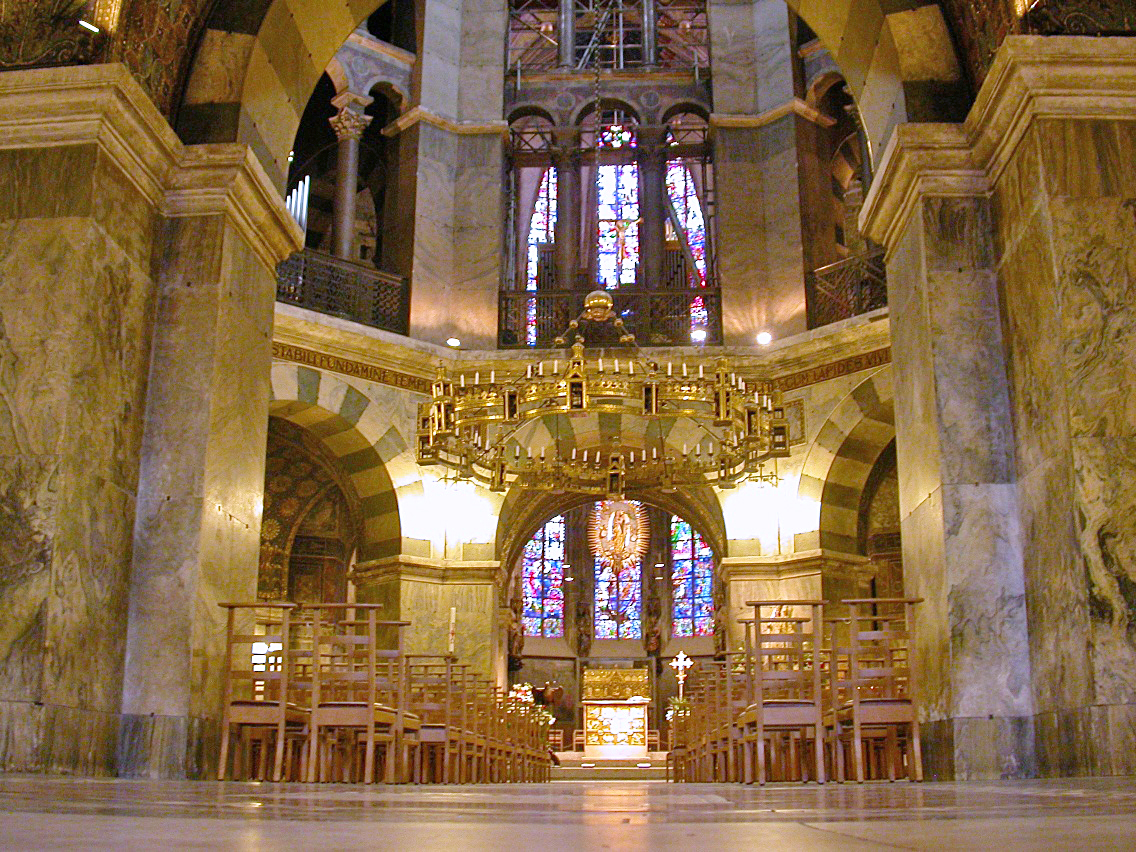
Vista interior del octógono.

Los muros y la cúpula estaban cubiertos por mosaicos, realzados por luminarias y por la luz exterior que penetraba por los ventanales. Eginardo, en su Vida de Carlomagno (escrita hacia 825–826), nos transcribe una descripción del interior de la capilla palatina:

[...] También construyó [Carlomagno] en Aquisgrán una basílica de extrema belleza, que adornó con oro y plata y candelabros, así como de balaustradas y puertas macizas de bronce; y, como no podía procurarse en otra parte las columnas y los mármoles necesarios para su construcción, las hizo venir de Roma y de Rávena. [...] La dotó en abundancia, con vasos sacramentales de oro y de plata y con una cantidad suficiente de vestimentas sacerdotales [...].

### Simbolismo

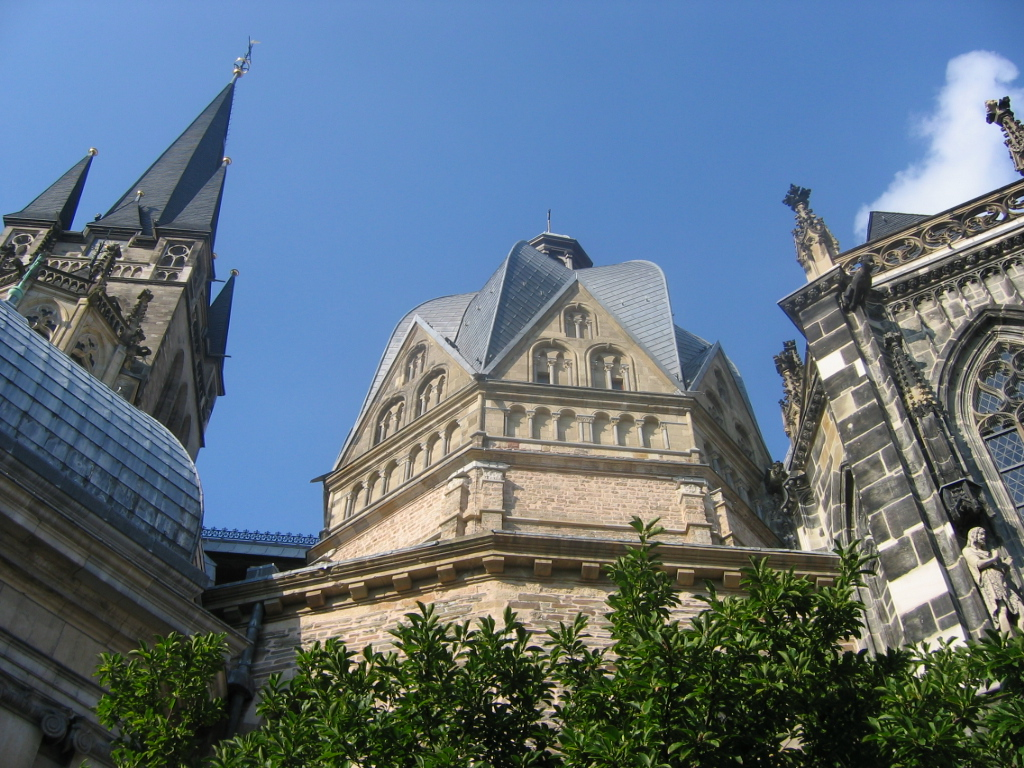
Vista del octógono de la capilla.

Eudes de Metz tuvo en cuenta el simbolismo cristiano de cifras y números. El edificio estaba concebido como una representación de la Jerusalén celestial (es decir, del reino de Dios), tal como aparecía descrita en el Apocalipsis. El perímetro exterior de la cúpula medía exactamente 144 pies carolingios, mientras que el de la Jerusalén celestial, ciudad ideal planificada para los ángeles, es de 144 codos. El mosaico de la cúpula, hoy cubierto por una restauración del siglo XIX, mostraba la figura de Cristo mayestática acompañado por los 24 ancianos del Apocalipsis. Otros mosaicos, en las bóvedas de la nave lateral, recuperan dicha temática al representar a la Jerusalén celestial. Finalmente, el trono de Carlomagno, emplazado en el primer piso al oeste, se hallaba sobre el séptimo escalón de un estrado.

## El resto de edificios

### El tesoro y los archivos
El tesoro y los archivos del palacio se encontraban en una torre adosada a la gran sala, al norte del complejo. El chambelán era el oficial responsable del tesoro y de la guardarropía de los soberanos. La administración de las finanzas se encontraba a cargo del archidiácono, que era ayudado por un tesorero. El tesoro reunía las donaciones aportadas por los Grandes del Reino en las asambleas generales o los regalos de los embajadores, es decir, una heteróclita colección de objetos que abarcaba desde libros preciosos a las armas y a la vestimenta. Igualmente, el rey adquiría mercancías a los mercaderes que frecuentaban Aquisgrán.
Los archivos se encontraban bajo la responsabilidad del canciller. La Cancillería empleaba a varios escribas y notarios que ponían por escrito los diplomas, los capitulares o la correspondencia real. Los empleados de las oficinas del rey eran a menudo clérigo de la propia capilla.

### La galería de enlace

Localización de la galería de enlace en el Palacio (en rojo).

La galería cubierta medía un centenar de metros. Dicha galería unía la sala de la asamblea con la capilla; un porche monumental, emplazado en su centro, servía como acceso principal. En la primera planta se encontraba una sala para las audiencias judiciales, en la que el rey impartía justicia, aunque algunos asuntos que afectasen a los Grandes del Reino eran ventilados en el aula regia. Cuando el rey se ausentaba, esta actividad recaía en el comes palatinus o conde palatino. El edificio debía albergar igualmente una guarnición militar.

### Las termas

Localización de las termas (en rojo).

El complejo termal, emplazado al sudeste, medía 20 hectáreas y comprendía varios edificios construidos próximos a las fuentes del emperador y de Quirino. Eginardo menciona una piscina al aire libre capaz de atender simultáneamente a cien nadadores:

[...] [A Carlomagno] le gustaban las aguas termales y se entregaba a menudo al placer de la natación, en la que destacaba hasta el punto de que nadie le ganaba. Fue eso lo que le condujo a construir un Palacio en Aquisgrán y a residir en él constantemente durante los últimos años de su vida. Cuando se bañaba, la compañía era numerosa: además de sus hijos, los grandes, los amigos e incluso, de vez en cuando, el conjunto de su guardia personal, eran invitados a compartir sus chapoteos en el agua y hubo ocasiones en que llegó a haber en el agua junto a él hasta cien personas o incluso más [...].

### Otros edificios, otras funciones

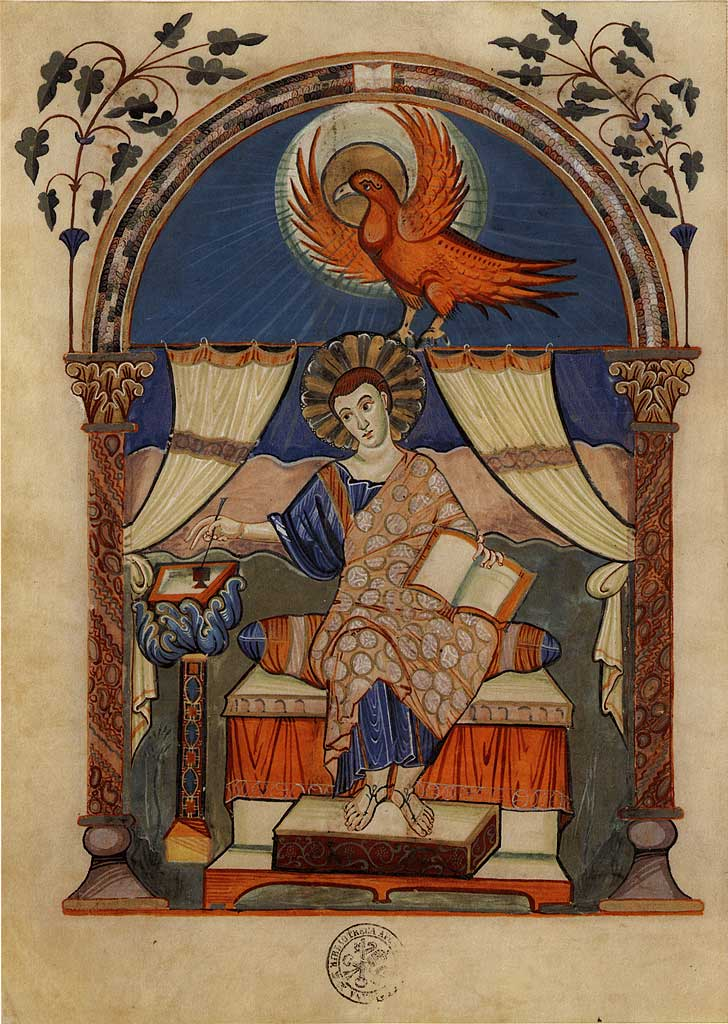
El Codex aureus de Lorsch fue ejecutado por un taller del Palacio de Aquisgrán hacia el año 810.

El resto de los edificios están por ahora poco identificados a falta de fuentes escritas lo suficientemente detalladas. La zona de residencia privada de Carlomagno y de su familia parece haber ocupado la parte nordeste del complejo palatino; su habitación se encontraba probablemente en el primer piso. Los funcionarios y los criados de palacio residían, algunos, en la parte occidental, y otros en la ciudad de Aquisgrán. Se sabe que el emperador era propietario de una biblioteca pero es difícil conocer su emplazamiento exacto. El palacio albergaba igualmente centros de producción de obras de arte: un scriptorium que produjo varios preciosos manuscritos (como el Sacramentario de Drogo, el Evangeliario de Godescalco u otros) y un taller que elaboraba piezas de orfebrería y de marfil. Había también una ceca para la acuñación de moneda, que todavía seguía en uso a finales del siglo XIII.
El palacio fue igualmente el centro de las actividades literarias de la Academia palatina. Dicho círculo de letrados no se reunía necesariamente siempre en un mismo edificio, ya que a Carlomagno le gustaba escuchar el recitado de poemas en cualquier lugar, ya fuese en la piscina o en la propia mesa, durante las comidas. La escuela del palacio educaba a los hijos del soberano, pero también a los «alimentados» (nutriti en latín), que eran hijos de la aristocracia que se destinaban al servicio de la monarquía.
Ya fuera del complejo palatino había un gineceo, un cuartel, un hospicio, un parque para la práctica de la caza y una casa de fieras en la que vivía el elefante Abul-Abbas, un regalo ofrecido por el califa de Bagdad Harún al-Rashid. Ermoldo el Negro describe la casa de fieras en un pasaje de su Poema sobre Luis el Piadoso (escrito en la primera mitad del siglo IX):

Hay un lugar, próximo al ilustre Palacio imperial de Aquisgrán, cercado por sólidas murallas, repleto de árboles y en el que destaca el verde de una hierba fresca [...]. cuando le place al rey, se traslada allí, en la intimidad, para cazar [...].

Se supone que el palacio era frecuentado cotidianamente por gran variedad de personas: cortesanos, intelectuales, aristócratas, mercaderes, pero también mendigos y pobres que acudían allí a pedir limosna. Los asuntos domésticos eran la preocupación de gentes de oficio como por ejemplo el botellero, el senescal, el camarero.

## Interpretación y simbolismo del Palacio

### La herencia romana, el modelo bizantino

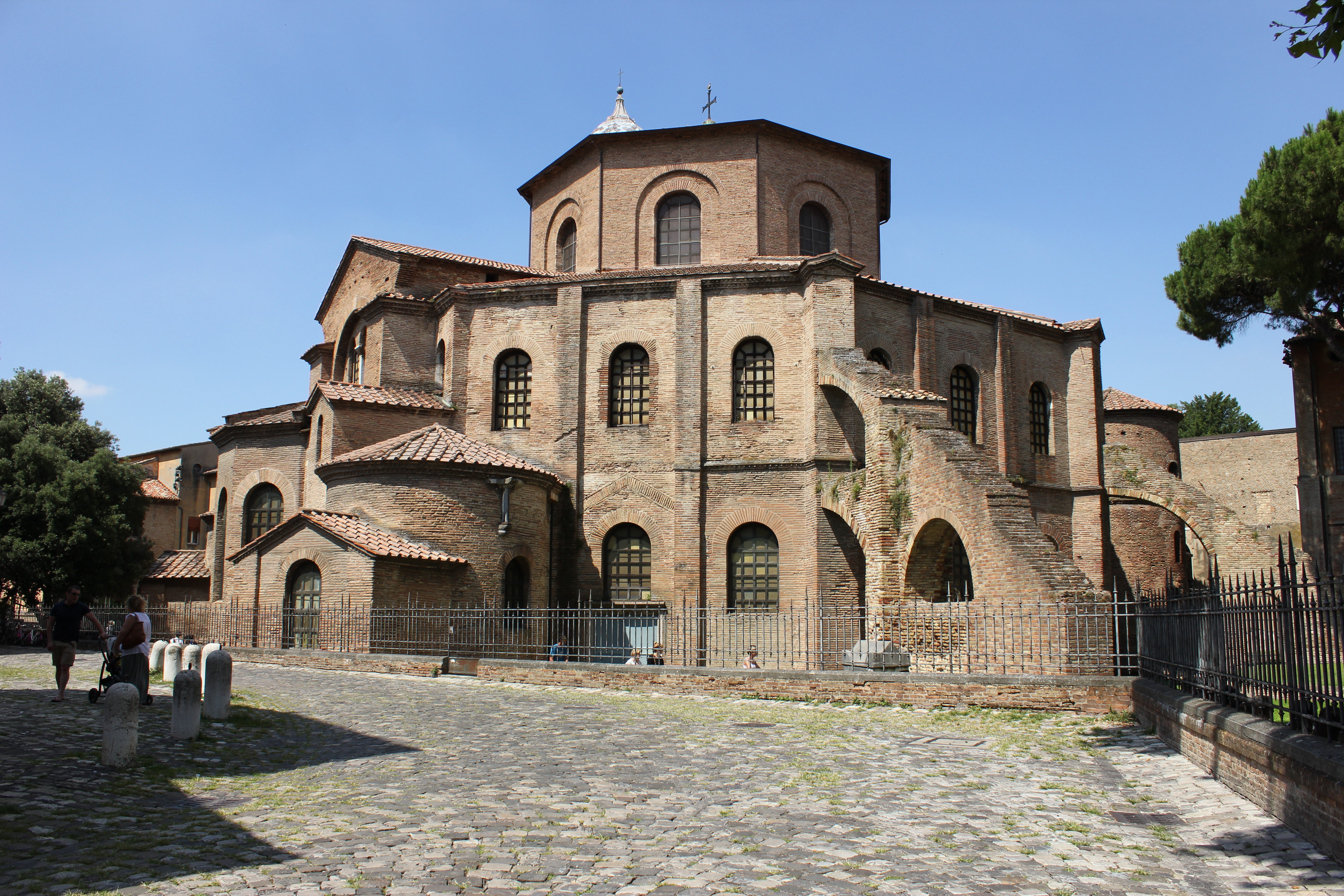
La basílica de San Vital de Rávena fue uno de los modelos de la capilla palatina.

Si bien Carlomagno no quiso restaurar el Imperio romano, sino fundar un nuevo imperio con componentes mixtos (francos y cristianos a la vez), el palacio toma prestados diversos elementos de la civilización romana: el aula palatina retoma la planta basilical; la basílica era un edificio público en el que en la Antigüedad se discutía la marcha de los asuntos de la ciudad. La capilla, por su parte, se inspira igualmente en los modelos de la antigüedad romana: las rejas recuperan una decoración arcaizante (las hojas de acanto) y las columnas están rematadas por capiteles corintios. El emperador fue inhumado en la capilla palatina en el interior de un sarcófago antiguo reutilizado del siglo II, manufacturado en mármol y en el que aparece representado el tema del rapto de Proserpina. Finalmente, los letrados contemporáneos de Carlomagno denominaban a Aquisgrán como a la «segunda Roma».
Carlomagno deseaba rivalizar con el otro emperador de su época, el basileus de Constantinopla. La cúpula y los mosaicos de la capilla son pues elementos tomados en préstamo del mundo bizantino. La propia planta del edificio se inspira sin lugar a dudas en la de la iglesia de San Vital en Rávena, construida por Justiniano I en el siglo VI. Otros especialistas remarcan sus semejanzas con la iglesia de San Sergio y San Baco y del chrysotriklinos —sala de las audiencias del Gran Palacio— de Constantinopla. Durante los oficios religiosos, Carlomagno se mantenía en el primer piso, en la tribuna, al igual que lo hacía el emperador bizantino en su capital de Constantinopla.
Es igualmente muy posible que Eudes de Metz se hubiese inspirado en el palacio lombardo de Pavía, fechado en el siglo VIII, que poseía una capilla palatina ornada con mosaicos y pinturas. Es posible que hiciese el viaje hasta allí, pero es poco probable que viajase hasta Constantinopla.

### El palacio de un franco
No hay ninguna duda de que el Palacio de Aquisgrán contiene múltiples referencias a los modelos arquitectónicos romanos y bizantinos. No obstante, Eudes de Metz utilizó su talento como arquitecto franco e introdujo elementos claramente diferentes de los anteriores. El Palacio se distingue igualmente de los ejemplos de la arquitectura merovingia por su espíritu de grandiosidad y por la multiplicación volumétrica. El abovedamiento de la capilla expresa perfectamente una original capacidad de trabajo carolingia, de forma especial en la girola, cubierta por una cúpula de arista. Mientras que el emperador bizantino se sentaba al este para asistir a los oficios litúrgicos, Carlomagno se sentaba al oeste. Para terminar, el trabajo de la madera y el colombage son materiales y trabajos característicos del norte de Europa.
Queda pues de manifiesto que el Palacio de Carlomagno era algo más que una mera imitación de modelos antiguos o foráneos, siendo en realidad una síntesis de influencias diversas, a la imagen del propio Imperio carolingio. Al igual que el Renacimiento carolingio, el Palacio era pues el resultado de la asimilación de diferentes herencias culturales.

### La centralización y la unidad imperiales
La planta del complejo escenificaba a la perfección la alianza entre los dos poderes: el poder espiritual, que estaba representado por la capilla sur, y el poder temporal, al que representaba la asamblea, al norte del complejo. Ambos polos de poder se encontraban simbólicamente unidos por una galería. Desde Pipino el Breve, el padre del emperador Carlomagno, la persona del rey carolingio era sagrada, por considerarse que obtenía directamente su poder del propio Dios. El propio Carlomagno deseaba ejercer influencia sobre la vida religiosa a través de los numerosos concilios o sínodos (año 817, años 818 y 819) que se producían sucesivamente en Aquisgrán. Al establecer en Aquisgrán la sede del poder civil y de la Corte, Carlomagno sabía perfectamente que iba a poder controlar mucho más fácilmente su entorno. El Palacio de Aquisgrán era, pues, el lugar en el que se concentraban los altos dignatarios del Imperio carolingio, el corazón de la capital del Imperio.

## El Palacio tras Carlomagno

### Aquisgrán, ¿un modelo para otros palacios?

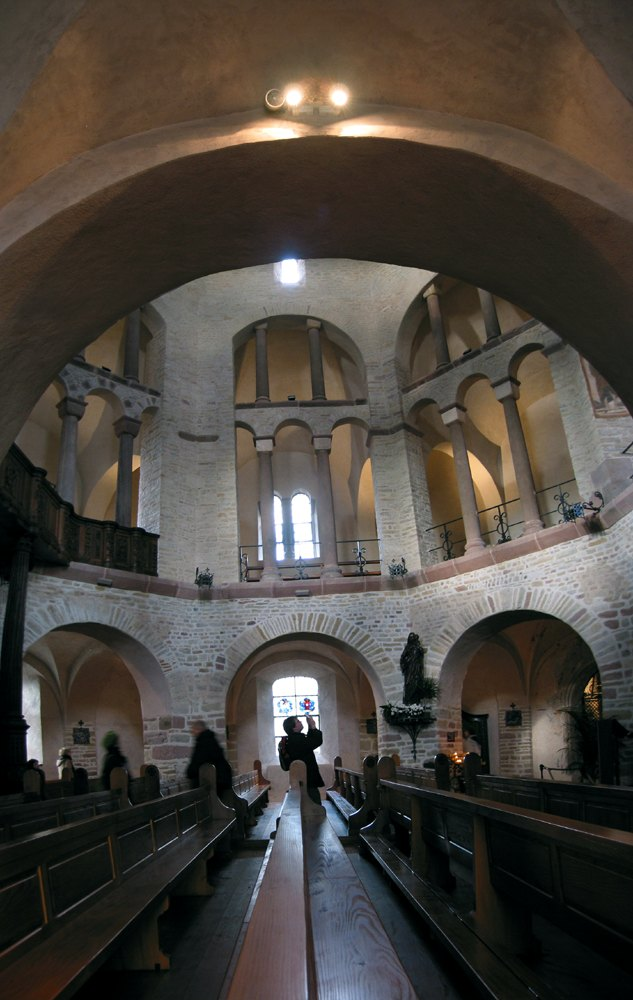
El interior de la cúpula de la iglesia de Ottmarsheim en Alsacia.

Es difícil saber con certeza si otros palacios carolingios imitaron al Palacio de Aquisgrán, puesto que muchos de ellos han sido destruidos en múltiples circunstancias históricas. En cualquier caso, las obras que se ejecutaron en Aquisgrán no fueron las únicas obras realizadas en época de Carlomagno: 16 catedrales, 232 monasterios y hasta 65 palacios reales fueron construidos partiendo de cero entre los años 768 y 814. Parece que la capilla palatina de Aquisgrán fue imitada por otros edificios del mismo tipo: la filiación es clara en el caso del oratorio octogonal de Germigny-des-Prés, construido a principios del siglo IX por Teodulfo de Orleans. La iglesia de Ottmarsheim en Alsacia retoma la planta centrada, pero es más tardía (del siglo XI). Encontramos también influencias de la capilla palatina en Compiègne, o en varios otros edificios religiosos en Alemania, como por ejemplo la iglesia abacial de la Trinidad en la ciudad de Essen.

### Historia del Palacio tras Carlomagno
Carlomagno fue enterrado en la capilla en el año 814. Su hijo y sucesor, el emperador Ludovico Pío, ocupó el Palacio de Aquisgrán, aunque sin hacer de éste una residencia fija. Residía allí generalmente en invierno y hasta Semana Santa. Varios concilios de importancia tuvieron lugar en Aquisgrán a principios del siglo IX. Los que se celebraron en 817 y en 836 lo fueron en los edificios contiguos a la capilla. En 817, Ludovico Pío hizo coronar en el Palacio a su hijo mayor Lotario I, en presencia del conjunto del pueblo franco.
Como consecuencia del Tratado de Verdún de 843, el Imperio carolingio quedó fragmentado en tres reinos distintos. Aquisgrán quedó englobada dentro del reino de la Lotaringia. Lotario I (840–855) y Lotario II (855–869) fijaron su residencia en el Palacio. Pero tras la muerte de este último, el palacio perdió rápidamente su papel estelar en la cultura y en la política. La Lotaringia pasó a ser desde entonces el premio de un juego entre los reyes de los otros dos reinos francos, el de la Francia Occidental (cuyo sucesor es la actual Francia) y el de la Francia Oriental, cuyo sucesor fue el Sacro Imperio Romano Germánico. La antigua Lotaringia fue repartida en varias ocasiones para finalmente pasar al control del reino de Alemania bajo Enrique I de Sajonia el Pajarero (876–936).

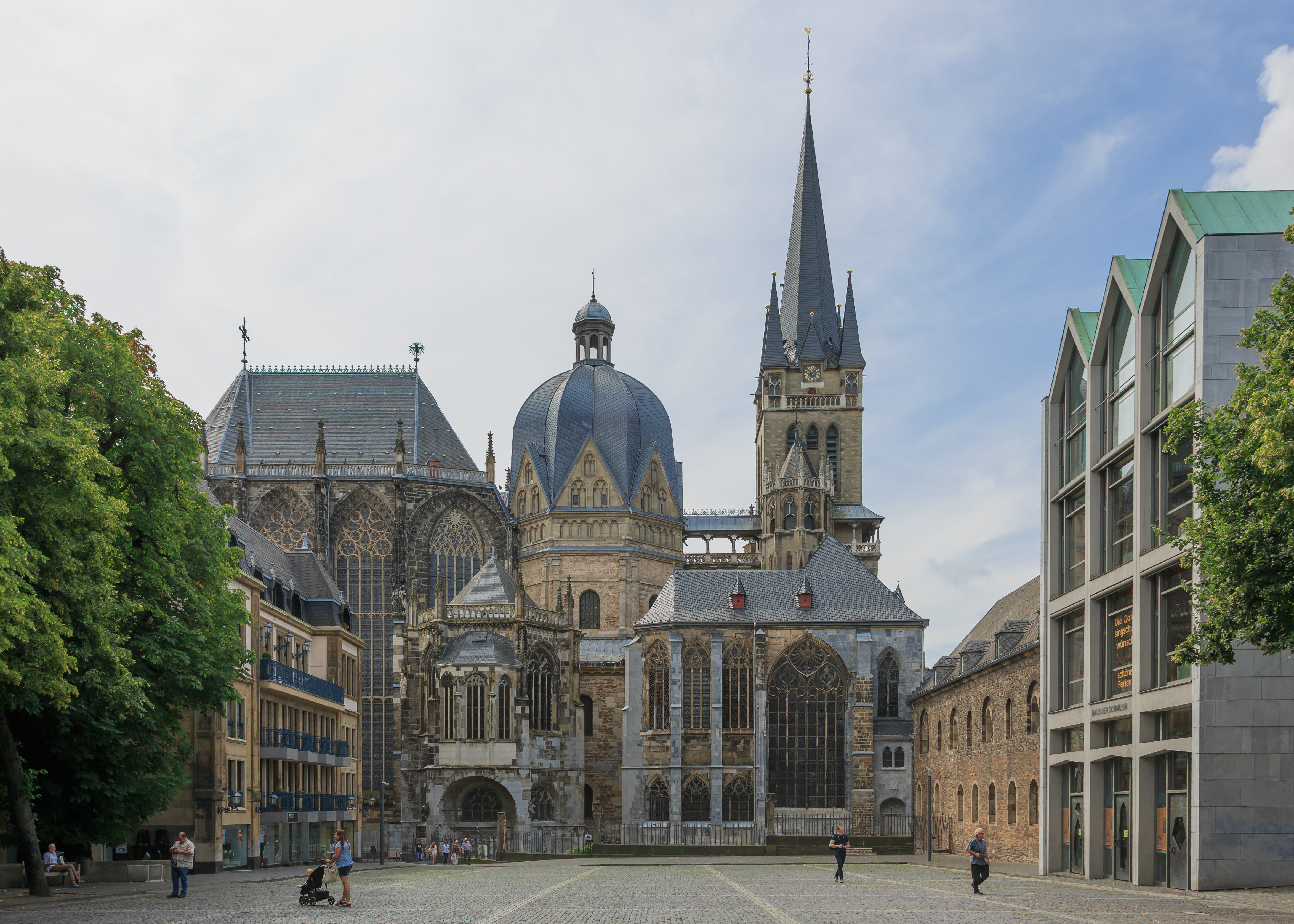
Vista actual de la catedral de Aquisgrán.

No obstante, el recuerdo del Imperio de Carlomagno se mantuvo vivo y pasó a ser el símbolo del poder germánico: de este modo, en el siglo X, Otón I (912–973) fue coronado en Aquisgrán como rey de Alemania (936). La ceremonia se produjo en tres tiempos, en diferentes puntos del palacio: en primer lugar en la Corte (elección por los duques), en segundo lugar en la capilla (entrega de las insignias del reino), para finalizar en el Palacio, donde se celebró un banquete. Durante la ceremonia, Otón se sentó en el trono de Carlomagno.
Con posterioridad, y hasta el siglo XVI, todos los emperadores alemanes fueron coronados en primer lugar en Aquisgrán, con una segunda coronación en Roma, lo que evidencia la voluntad de recuperar la herencia política de Carlomagno. La Bula de Oro de 1356 (o Bula de Metz) confirmó que la consagración y la coronación debían tener lugar en la capilla palatina.
Otón II (955–983) residió en Aquisgrán con su esposa Teófano. En el verano de 978, el rey Lotario de Francia orquestó un golpe de mano contra Aquisgrán, pero la familia imperial logró escapar a tiempo. Al relatar este episodio, Ricario de Reims indica la presencia de un águila de bronce, cuya ubicación exacta no nos es conocida:

[...] El águila de bronce, que Carlomagno había fijado en la cima del palacio en actitud de vuelo, miraba hacia el este. Los germanos la giraron hacia el oeste para indicar en forma simbólica que su caballería podría batir a los franceses cuando quisiera [...].

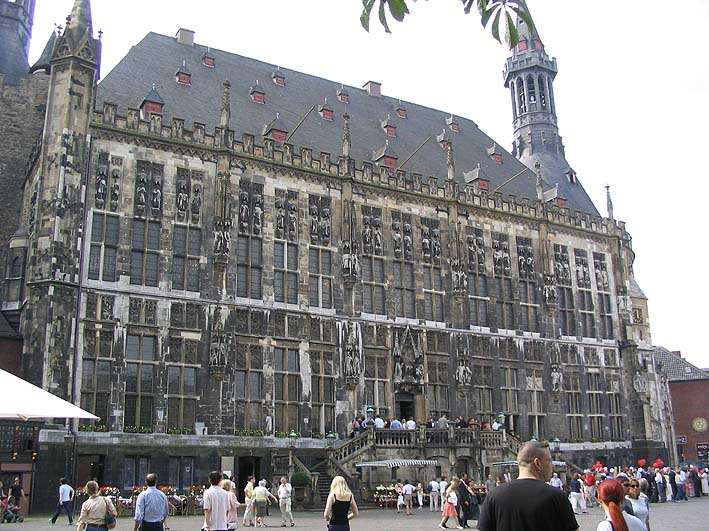
El actual ayuntamiento de Aquisgrán se encuentra emplazado encima de la antigua sala de las asambleas del palacio.

En el año 881, una incursión vikinga afectó a palacio y capilla, que quedaron dañados. En el año 1000, el emperador germánico Otón III hizo que se abriese el sepulcro de Carlomagno. Según dos cronistas del siglo XI, fue encontrado sentado sobre un trono, llevando consigo su corona y su cetro real. Pero Eginardo no habla de ello en su biografía sobre el emperador. También es por esta época cuando el culto a Carlomagno empieza a atraer a los peregrinos a la capilla. En el siglo XII, el emperador Federico I Barbarroja colocó el cuerpo del emperador en un relicario, e intervino ante el papa para lograr su canonización; posteriormente sus reliquias quedaron dispersas a todo lo largo y ancho del Imperio. También cabe destacar que el tesoro de Aquisgrán se fue enriqueciendo con los numerosos donativos efectuados por los reyes y príncipes franceses y alemanes.
Entre 1355 y 1414, se añadió un ábside al este de la capilla. También se construyó, a partir de 1267, el nuevo edificio del ayuntamiento municipal, emplazado en la antigua ubicación de la asamblea. Durante la Revolución francesa y las sucesivas ocupaciones militares, las tropas francesas que ocuparon Aquisgrán saquearon el tesoro. Hay que destacar que antes de elegir la Catedral de Notre-Dame de París, Napoleón Bonaparte pensó durante un tiempo efectuar su consagración imperial en la catedral de Aquisgrán.
La capilla fue restaurada en el año 1884. En 1978, la catedral, incluyendo la capilla, fue inscrita en la lista del patrimonio de la Humanidad de la Unesco.